# Tachina fesfiva
Tachina fesfiva är en tvåvingeart som beskrevs av Johann Wilhelm Meigen 1824. Tachina fesfiva ingår i släktet Tachina och familjen parasitflugor. Inga underarter finns listade i Catalogue of Life.